# Bernardino Fernández de Velasco
Bernardino Fernández de Velasco Benavides, Herzog (Duque) von Frías, Marqués von Villena, (* 1783; † 28. Mai 1851) war ein spanischer Offizier, Schriftsteller, Politiker und Ministerpräsident Spaniens (Presidente de Gobierno).

## Leben

### Militärdienst und Spanischer Unabhängigkeitskrieg
Bereits als Dreizehnjähriger trat er 1796 als Kadett in den Militärdienst. 1802 erfolgte seine Beförderung zum Leutnant und Verwendung als Offizier in der französischen Expeditionsarmee in Portugal. Später desertierte er jedoch, um in der Widerstandsbewegung während des Spanischen Unabhängigkeitskrieges gegen die Herrschaft von König Joseph Bonaparte von 1808 bis 1813 zu kämpfen. Dabei befand er sich auch im Widerstand zu seinem Vater, einem Unterstützer Bonapartes und Mitherausgeber der 1808 verabschiedeten Verfassung von Bayonne (Estatuto de Bayona).

### Absolutismus unter Ferdinand VII. und Spanische Revolution von 1820
Nach der Wiedereinsetzung von König Ferdinand VII. und dessen Eid auf die 1812 verabschiedete Verfassung von Cádiz wurde er 1813 zum Oberst befördert. In den folgenden Jahren betätigte er sich trotz des zunehmenden Absolutismus des Königs nicht politisch.
Erst nach der Revolution von 1820 und der nachfolgenden dreijährigen liberalen Regierung (Triennio Liberal) übernahm er als Mitglied der liberalen Militärorganisation (Los Anilleros) politische Aufgaben als Botschafter in London sowie als Berater der Regierung (Consejero de Estado). Nachdem König Ferdinand VII. nach der Französischen Invasion in Spanien 1823 erneut die absolute Macht übernahm, ging er ins Exil nach Montpellier und kehrte erst 1828 nach Spanien zurück.

### Herrschaft von Isabella II. und Ministerpräsident
Nach dem Tode Ferdinands VII. und der Thronbesteigung von Königin Isabella II. wurde er 1834 von Ministerpräsident Francisco Martínez de la Rosa als Unterhändler nach Paris gesandt, um dort die Unterstützung Frankreichs während des Ersten Carlistenkriegs zu erbitten. Tatsächlich gelang ihm am 22. April 1834 die Aushandlung der Quadrupelallianz (Cuádruple Alianza) zwischen Spanien, Frankreich, Portugal und Großbritannien, die unter anderem auch die Entsendung von Expeditionstruppen vorsah.
1834 bis 1835 war er zunächst als Vertreter der Königin Senator. Am 4. Oktober 1837 erfolgte dann seine Wahl zum Senator als Vertreter der Provinz León.
Fernández de Velasco wurde dann am 6. September 1838 zum Ministerpräsidenten Spaniens (Presidente de Gobierno) ernannt. Als solcher versuchte er erfolglos Verhandlungen mit den absolutistisch regierten Ländern Europas (Österreich-Ungarn, Preußen, Russisches Kaiserreich) zu führen, um diese zur Aufgabe der Unterstützung des Carlismus zu bewegen. Innenpolitisch scheiterten seine Versöhnungsbemühungen an den unterschiedlichen politischen Lagern und der Armee, insbesondere wegen der anschwellenden Auseinandersetzungen zwischen dem Generalkapitän von Altkastilien und Befehlshaber der Reservearmee, Brigadegeneral Ramón María Narváez, und dem früheren Ministerpräsidenten und erfolgreichen Befehlshaber während des Ersten Carlistenkrieges, General Baldomero Espartero. Als es ihm schließlich nicht gelang, eine gemeinsame Haltung der Cortes gegen den Aufstand von Luis Fernández de Córdova in Sevilla zu erhalten, musste er schließlich am 8. Dezember 1838 zurücktreten. Während seiner Amtszeit war er zugleich Außenminister (Ministro de Estado) sowie vom 2. Dezember 1838 an auch amtierender Kriegsminister (Ministro de Guerra).
Obwohl er sich daraufhin weitgehend politisch zurückzog, nahm er zumindest als Senator auf Lebenszeit (Senador Vitalicio) ab dem 15. August 1845 wieder am politischen Leben teil.

### Schriftsteller

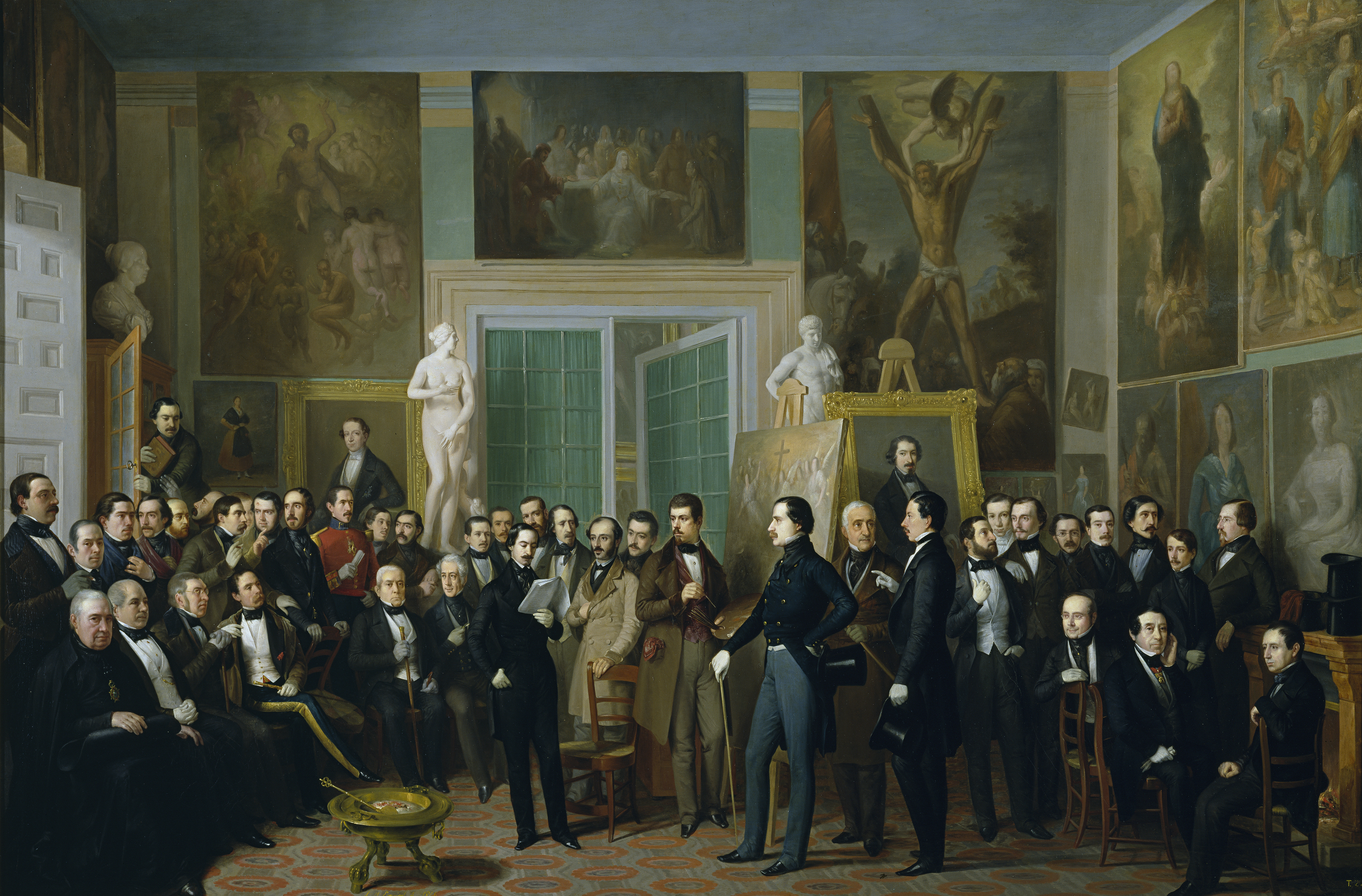
„Los poetas contemporáneos“ von Antonio María Esquivel (1846)

Neben seiner politischen Laufbahn war er jedoch insbesondere in seinen letzten Lebensjahren zunehmend als Schriftsteller und Dichter tätig.
Bereits am 12. Mai 1802 erfolgte seine Berufung zum Ehrenmitglied sowie zum Ehrenmitglied der Sektion Malerei der Königlichen Akademie der Schönen Künste von San Fernando (Real Academia de Bellas Artes de San Fernando), deren Berater (Consiliario) er schließlich am 19. November 1815 wurde.
1839 erfolgte seine Berufung zum Mitglied der Königlich Spanischen Akademie (Real Academia Española), wo er bis zu seinem Tode den Sessel L einnahm, dessen heutiger Inhaber Mario Vargas Llosa ist. Am 30. April 1847 wurde er dann auch Mitglied der Königlichen Historischen Akademie (Real Academia de la Historia).
Als Dichter hatte er eine mittlere Bedeutung auf die Lyrik seiner Zeit und wurde literarisch im Wesentlichen vom neoklassizistischen und späteren romantischen Stil von Juan Nicasio Gallego geprägt. 1857 gab die Königliche Akademie seine poetischen Werke unter dem Titel „Obras poéticas“ mit einem Vorwort von Ángel de Saavedra heraus.
Eines seiner bekannteren Gedichte ist das Sonett „Encantadores Valles“.